# 17358 Lozino-Lozinskij
17358 Lozino-Lozinskij (1978 SU4) là một tiểu hành tinh vành đai chính được phát hiện ngày 27 tháng 9 năm 1978, bởi L. I. Chernykh ở Đài vật lý thiên văn Crimean.